# Aleš Murn
Aleš Murn (* 31. März 1980) ist ein slowenischer Badmintonspieler. 

## Karriere
Aleš Murn gewann nach sieben Juniorentiteln 2001 seine erste Meisterschaft bei den Erwachsenen in Slowenien. Neun weitere Titel folgten bis 2010. 2003 nahm er an den Weltmeisterschaften teil.

## Sportliche Erfolge
| Saison | Veranstaltung                                 | Disziplin    | Platz | Name                        |
| ------ | --------------------------------------------- | ------------ | ----- | --------------------------- |
| 1996   | Slowenien: Einzelmeisterschaften der Junioren | Herreneinzel | 1     | Aleš Murn                   |
| 1997   | Slowenien: Einzelmeisterschaften der Junioren | Herreneinzel | 1     | Aleš Murn                   |
| 1997   | Slowenien: Einzelmeisterschaften der Junioren | Herrendoppel | 1     | Aleš Murn / Žiga Strmole    |
| 1998   | Slowenien: Einzelmeisterschaften der Junioren | Herreneinzel | 1     | Aleš Murn                   |
| 1998   | Slowenien: Einzelmeisterschaften der Junioren | Herrendoppel | 1     | Aleš Murn / Žiga Strmole    |
| 1999   | Slowenien: Einzelmeisterschaften der Junioren | Mixed        | 1     | Aleš Murn / Nina Pulko      |
| 1999   | Slowenien: Einzelmeisterschaften der Junioren | Herreneinzel | 1     | Aleš Murn                   |
| 2001   | Slowenien: Einzelmeisterschaften              | Herrendoppel | 1     | Andrej Pohar / Aleš Murn    |
| 2003   | Weltmeisterschaft                             | Herrendoppel | 17    | Aleš Murn / Andrej Pohar    |
| 2003   | Slowenien: Einzelmeisterschaften              | Herrendoppel | 1     | Andrej Pohar / Ales Murn    |
| 2003   | Slowenien: Einzelmeisterschaften              | Mixed        | 1     | Aleš Murn / Maja Pohar      |
| 2004   | Slowenien: Einzelmeisterschaften              | Herrendoppel | 1     | Andrej Pohar / Aleš Murn    |
| 2008   | Slowenien: Einzelmeisterschaften              | Mixed        | 1     | Aleš Murn / Špela Silvester |
| 2008   | Slowenien: Einzelmeisterschaften              | Herreneinzel | 1     | Aleš Murn                   |
| 2008   | Slowenien: Einzelmeisterschaften              | Herrendoppel | 1     | Aleš Murn / Dušan Skerbiš   |
| 2009   | Slowenien: Einzelmeisterschaften              | Mixed        | 1     | Aleš Murn / Špela Silvester |
| 2009   | Slowenien: Einzelmeisterschaften              | Herrendoppel | 1     | Aleš Murn / Miha Šepec jr.  |
| 2010   | Slowenien: Einzelmeisterschaften              | Mixed        | 1     | Aleš Murn / Špela Silvester |